# Melieos

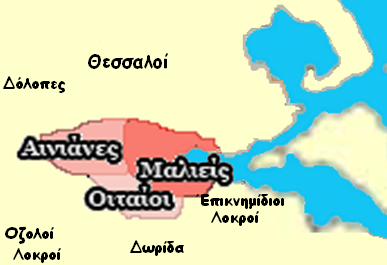
Las tribus del valle del Esperqueo, durante la Antigüedad

Los melieos o malieos (en griego antiguo: Μαλιεῖς) fue una tribu griega que residía en la desembocadura del río Esperqueo en Grecia continental, al sur de la Tesalia. El golfo Maliaco se llama así por ellos. Hacia el oeste, su territorio limitaba con el de los enianes, y al sur con el de los eteos. Su ciudad principal fue Traquinia, y su región también es conocida por Mélide.
En la ciudad de Antela, los melieos tuvieron un importante templo dedicado a Deméter, uno de los primeros centros de la Anfictionía délfica. 
En 480 a. C., un habitante de Mélide, Efialtes, ayudó contingentes del ejército de Jerjes a rodear por la montaña el paso de las Termópilas y lograr así vencer al contingente griego que lo bloqueaba, mandado por el rey Leónidas de Esparta, en la conocida como batalla de las Termópilas.
En el 426 a. C., los melieos pidieron ayuda a Esparta en su guerra contra los eteos. Los espartanos fundaron entonces la ciudad de Heraclea de Traquinia en el lugar de Traquinia. En las décadas posteriores, los melieos estuvieron bajo la hegemonía de Esparta, hasta que se rebelaron contra ellos en la guerra de Corinto. En esta guerra, perdieron sus tierras al sur del Esperqueo, Heraclea de Traquinia pasó a los eteos y Lamía se convirtió en la nueva capital de los melieos.
Junto a los eteos y los enianes, los melieos llegaron a ser miembros de la Liga de Corinto y, en el año 235 a. C., de la Liga de Etolia. En el 189 a. C., se unieron a la Acaya Ftiótide y desde ese momento los melieos fueron considerados como tesalios.